# Piñeira Seca
Piñeira Seca (llamada oficialmente Santo André de Piñeira Seca) es una parroquia y un lugar del municipio español de Ginzo de Limia, en la provincia de Orense, Galicia.

## Toponimia
La parroquia también es conocida por el nombre de San Andrés de Piñeira Seca.

## Organización territorial
La parroquia está formada por una entidad de población:
- Piñeira Seca

## Demografía
Gráfica demográfica del lugar y parroquia de Piñeira Seca según el INE español:
| Gráfica de evolución demográfica de Piñeira Seca entre 2000 y 2022 |
|                                                                    |
| Datos según el nomenclátor publicado por el INE.                   |